# Ctenotus militaris
Ctenotus militaris är en ödleart som beskrevs av  Storr 1975. Ctenotus militaris ingår i släktet Ctenotus och familjen skinkar. Inga underarter finns listade i Catalogue of Life.